# Менченков Олександр Володимирович
Олександр Володимирович Менченков (19 січня 1958, Новокузнецьк — 14 березня 2009, Київ, Україна) — український і радянський хокеїст, захисник.

## Спортивна кар'єра
Вихованець новокузнецької хокейної школи. Спочатку займався боксом, до секції прийшов разом із старшим братом. З 1976 по 1978 рік виступав за місцевий «Металург».
Військову службу розпочав у СКА (Новосибірськ). Своєю грою привернув увагу тренерів московського ЦСКА. Але після декількох місяців перебування у глибокому резерві столичної команди, попросив Віктора Тихонова перевести його до іншого клубу. Сезон 1979/80 завершував у СКА (Ленінград). В чемпіонаті провів за команду з берегів Неви дев'ять матчів і двічі вражав ворота суперників.
По завершенні сезону перейшов до київського «Сокола». Протягом перших двох сезонів набирав велику кількість штрафних хвилин, але потім суперники зрозуміли марність силових єдиноборств проти захисника киян. Бронзовий призер чемпіонату СРСР 1985. За «Сокіл» виступав до тридцяти років. Провів у чемпіонаті 282 матчі, закинув 28 шайб, зробив 43 результативні передачі. Майстер спорту СРСР (1981).
На початку сезону 1988/89 перейшов до «Лади». Того сезону, команда з Тольятті посіла друге місце в західній зоні і брала участь у перехідному турнірі з командами вищої ліги. Олександр Менченков став найрезультативнішим гравцем клубу: десять закинутих шайб і сім результативних передач.
У складі національної збірної брав участь на чемпіонаті світу 1993 (група С). На турнірі провів сім матчів. З дев'ятьма очками став найрезультативнішим гравцем лінії захисту збірної України.
У першій половині 90-х років захищав кольори саратовського «Кристала» і череповецького «Металурга». Завершив виступи у складі німецького клубу «Гудіксвалль» у 1995 році.
Після повернення до Києва працював таксистом. У сезоні 2004/05 повернувся на хокейний майданчик. Захищав кольори клубу «Київ», який очолював колишній партнер по «Соколу» Анатолій Дьомін.
Помер 14 березня 2009 року в Києві.

## Статистика
| Сезон               | Команда             | Ліга                | І   | Г  | П  | 0  | Штр |
| ------------------- | ------------------- | ------------------- | --- | -- | -- | -- | --- |
| 1979/80             | СКА (Ленінград)     | вища                | 9   | 2  | 0  | 2  | 14  |
| 1980/81             | «Сокіл» (Київ)      | вища                | 48  | 3  | 2  | 5  | 72  |
| 1981/82             | «Сокіл» (Київ)      | вища                | 51  | 5  | 7  | 12 | 76  |
| 1982/83             | «Сокіл» (Київ)      | вища                | 40  | 6  | 8  | 14 | 20  |
| 1983/84             | «Сокіл» (Київ)      | вища                | 42  | 5  | 10 | 15 | 22  |
| 1984/85             | «Сокіл» (Київ)      | вища                | 37  | 1  | 4  | 5  | 16  |
| 1985/86             | «Сокіл» (Київ)      | вища                | 40  | 6  | 10 | 16 | 22  |
| 1987/88             | «Сокіл» (Київ)      | вища                | 20  | 2  | 2  | 4  | 12  |
| 1988/89             | «Сокіл» (Київ)      | вища                | 4   | 0  | 0  | 0  | 0   |
| Усього у вищій лізі | Усього у вищій лізі | Усього у вищій лізі | 291 | 30 | 43 | 73 | 254 |